# Niet-monotone logica
In de logica is een niet-monotone logica een logisch systeem waarin de logische gevolgtrekking niet monotoon is. In een niet-monotone logica kan het toevoegen van nieuwe kennis ervoor zorgen dat conclusies die men eerder kon trekken niet meer geldig zijn. Formeel gezegd kan het toevoegen van kennis leiden tot een verkleining van de verzameling proposities die men kan afleiden uit de beschikbare kennis. In een monotone logica geldt dat als A een gevolg is van de verzameling Γ dan is A ook een gevolg van elke superverzameling van Γ.
Voorbeelden van niet-monotone logica's zijn defaultlogica, abductief redeneren en circumscriptie. Kenmerkend voor deze logica's is dat de conclusie met waarschijnlijkheid mag, en niet noodzakelijkerwijs uit de premissen behoeft te volgen, zoals wel het geval is in bijvoorbeeld de syllogistiek. Noodzakelijke gevolgtrekking is niet mogelijk doordat de beschikbare kennis onvolledig kan zijn en daardoor kunnen conclusies niet met zekerheid getrokken worden. In niet-monotone logica's is een getrokken conclusie geldig zolang er geen nieuwe kennis bekend wordt die de conclusie ongeldig maakt. In syllogistiek geldt dit niet: daarin kan het toevoegen van nieuwe premissen niet conclusies die voorheen geldig waren ongeldig maken.

## Voorbeeld
In het volgende voorbeeld wordt gebruikgemaakt van defaultlogica waarin de aanname wordt gebruikt dat vogels kunnen vliegen (default). Als men alleen weet dat een dier een vogel is dan kan men afleiden dat het dier kan vliegen. Als men echter meer weet over het dier dan kan het zijn dat die afleiding niet meer klopt: de afgeleide conclusie moet ingetrokken worden als bekend wordt dat het een pinguïn is.
Formeel gezien verloopt de redenering als volgt: de propositie Tweety kan vliegen kan wel afgeleid worden uit de verzameling
K1 = { Een vogel kan doorgaans vliegen, Tweety is een vogel }
maar niet meer uit de volgende verzameling:
K2 = { Een vogel kan doorgaans vliegen, Tweety is een vogel, Een pinguïn is een vogel, Een pinguïn kan niet vliegen, Tweety is een pinguïn }
Het uitbreiden van K1 naar K2 zorgt ervoor dat bepaalde proposities niet langer geldig zijn. Deze verzamelingen bevatten zowel feitelijke kennis als gangbare aannames (defaults); in defaultlogica worden deze twee zaken gescheiden in twee verzamelingen: een verzameling met kennis (bijvoorbeeld: 'Een pinguïn kan niet vliegen') en een verzameling met default-redeneringen (bijvoorbeeld: 'een vogel kan doorgaans vliegen').